# سعر الفائدة بين البنوك في الاتحاد الأوروبي

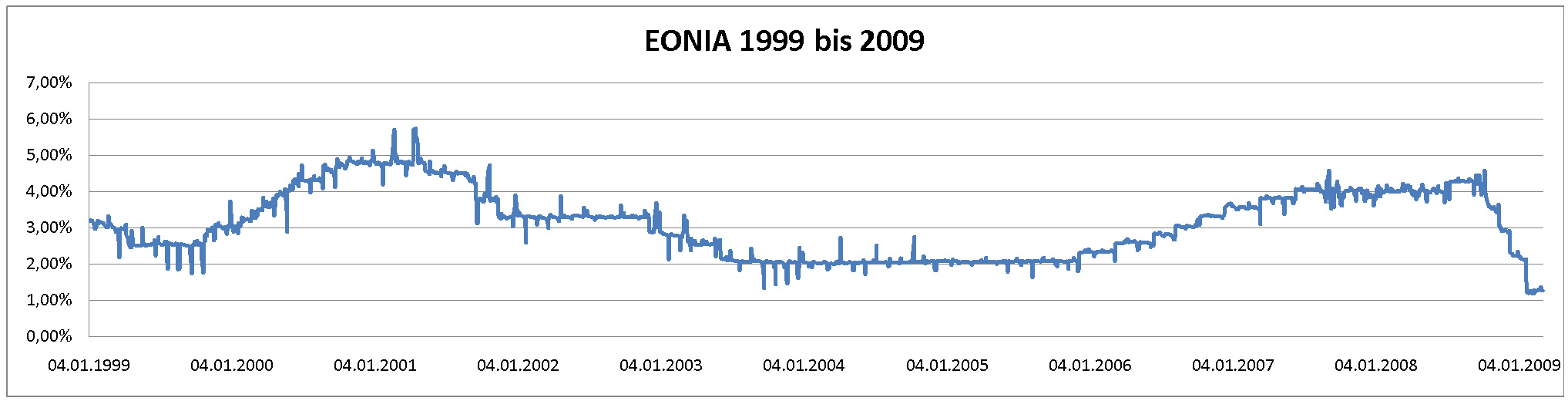
دورة سعر الفائدة بين البنوك في الاتحاد الأوروبي (1999 - 2009)

سعر الفائدة بين البنوك في الاتحاد الأوروبي Eonia هو سعر مرجعي يومي، ينشره المعهد الأوروبي لأسواق المال، استنادًا إلى متوسط أسعار الفائدة التي تقدمها بنوك منطقة اليورو لإقراض الأموال غير المضمونة للمصارف الأخرى في سوق المال باليورو (أو سوق ما بين البنوك).

## نبذة
لوحة البنوك هي نفسها بالنسبة لـ Euribor (سعر الفائدة بين البنوك باليورو)، وتوفر القائمة من قبل المشرفين على نشر الفهرس. ولا يوجد تعريف واضح لـ «سوق ما بين البنوك» مما يؤدي إلى إمكانية التقييم الذاتي لما هو «قرض بين البنوك»، على الرغم من أن جميع البنوك التابعة تخضع لمدونة قواعد السلوك في سعر الفائدة بين البنوك في الاتحاد الأوروبي.

## السعر
يتم حساب معدلات سعر الفائدة بين البنوك في الاتحاد الأوروبي من قبل البنك المركزي الأوروبي، بناءً على جميع الأصول بين البنوك التي تم إنشاؤها قبل إغلاق أنظمة التداول في الساعة 6 مساءً بتوقيت وسط أوروبا، ويتم نشرها يوميًا قبل الساعة 7 مساءً بتوقيت وسط أوروبا.

## الإلغاء
يستبدل سعر الفائدة بين البنوك في الاتحاد الأوروبي تدريجياً بسعر اليورو قصير الأجل (€ STR). حيث نشر البنك المركزي الأوروبي سعر اليورو قصير الأجل اعتبارًا من 2 أكتوبر 2019.